# Renzo Morigi
Renzo Morigi (n. 28 februarie 1895, Ravenna, Regatul Italiei – d. 13 aprilie 1962, Bologna, Italia) a fost un trăgător de tir ce a reprezentat Italia, medaliat olimpic. A participat la o ediție a Jocurilor Olimpice (1932) în care a câștigat o medalie de aur.

## Participări
Lista de mai jos prezintă principalele competiții la care a participat Renzo Morigi de-a lungul carierei.
- shooting at the 1932 Summer Olympics – men's 25 metre rapid fire pistol[*]